# Артемио Франки
Артемио Франки е италиански футболен деятел и спортен мениджър.
Роден е във Флоренция на 8 януари 1922 г. Има докторска степен по международно право.
Активно се занимава със спортна администрация и мениджмънт. Председател е на италианската футболна федерация в периода 1967 – 1976 г. Благодарение на отличните му спортно-технически умения и способности националният отбор на Италия по футбол достига до 2-то място на Световното първенство по футбол през 1970 г.
През 1972 г. е избран единодушно за президент на Европейската футболна федерация (УЕФА), което го задължава да оваканти поста председател на италианския футболен съюз. Остава на този пост до 1983 г. Член е също и на Изпълнителния комитет на Световната футболна федерация (ФИФА) в периода от 1974 до 1983 г.
Артемио Франки загива в автомобилна катастрофа в Сиена на 12 август 1983 г. В негова памет стадионът, на който играят официалните си срещи отборите на „Сиена“ и „Фиорентина“, носи неговото име.